# Liste der amtlich benannten Gemeindeteile in der Stadt Marktredwitz
Die Liste der amtlich benannten Gemeindeteile in der Stadt Marktredwitz listet die 26 amtlich benannten Gemeindeteile (Hauptorte, Kirchdörfer, Pfarrdörfer, Dörfer, Weiler und Einöden) in der großen Kreisstadt  Marktredwitz auf.

## Alphabetische Liste
- Brand (Pfarrdorf)
- Breitmühle (Einöde)
- Dörflas
- Fridau (Dorf)
- Glashütte (Weiler)
- Grafenstein (Einöde)
- Grünitzmühle (Weiler)
- Haag (Dorf)
- Haingrün (Dorf)
- Katharinenhöhe (Weiler)
- Korbersdorf (Dorf)
- Leutendorf (Dorf)
- Lorenzreuth (Kirchdorf)
- Manzenberg (Dorf)
- Marktredwitz (Hauptort)
- Meußelsdorf (Dorf)
- Miedelmühle (Einöde)
- Neu-Haag (Siedlung)
- Oberredwitz (Stadtteil)
- Oberthölau (Dorf)
- Pfaffenreuth (Kirchdorf)
- Reutlas (Dorf)
- Unterthölau (Weiler)
- Wölsau (Dorf)
- Wölsauerhammer (Dorf)
- Ziegelhütte (Dorf)